# Madisen Beaty
Pour les articles homonymes, voir Beaty.
Madisen Beaty, née le 28 février 1995 à Centennial dans le Colorado, est une actrice américaine. Elle est connue pour ses rôles dans L'Étrange Histoire de Benjamin Button de David Fincher, et The Master de Paul Thomas Anderson. Elle a incarné à deux reprises la meurtrière Patricia Krenwinkel, dans la série télévisée Aquarius, et dans le long métrage Once Upon a Time… in Hollywood de Quentin Tarantino.

## Biographie
Madisen Beaty naît le 28 février 1995 à Centennial (Colorado). Après deux courts métrages en 2006 et 2007, elle apparait à l'âge de 13 ans dans le film L'Étrange Histoire de Benjamin Button de David Fincher sorti en 2008 et récompensé de trois Oscars. En 2010 elle interprète une lycéenne enceinte dans Le Pacte de grossesse de Rosemary Rodriguez (en), un téléfilm inspiré de faits réels. 
En 2012 elle joue dans The Master de Paul Thomas Anderson. En 2013 elle décroche un rôle récurrent qui s'étalera sur les cinq saisons de la série The Fosters. Elle incarne  Patricia Krenwinkel en 2016 dans la saison 2 de la série Aquarius, puis à nouveau en 2019 dans le long métrage Once Upon a Time… in Hollywood de Quentin Tarantino. En 2021 elle joue un des rôles principaux dans le film d'horreur Seance de Simon Barrett (en).

## Filmographie

### Cinéma
- 2006 : Uncloseted Skeletons de Francine Michelle (court métrage) : Crista, jeune
- 2007 : Steep d'Adetoro Makinde (court métrage) : Écolière
- 2008 : L'Étrange Histoire de Benjamin Button de David Fincher : Daisy, à l'âge de 10 ans
- 2010 : The Five de Dave Yasuda (vidéo) : Adilyne
- 2012 : The Master de Paul Thomas Anderson : Doris Solstad
- 2013 : RockBarnes: The Emperor in You de Ben McMillan : Wendy
- 2014 : Jamie Marks Is Dead de Carter Smith : Frances Wilkinson
- 2016 : Other People de Chris Kelly (en) : Rebeccah
- 2016 : Outlaws and Angels de JT Mollner (en) : Charlotte Tildon
- 2016 : In the Radiant City (en) de  Rachel Lambert : Beth Yurley
- 2018 : Killer Inside de Duncan Skiles : Kassi
- 2019 : Once Upon a Time… in Hollywood de Quentin Tarantino : Patricia 'Katie' Krenwinkel
- 2019 : To the Stars (en) de Martha Stephens (en) : Clarissa Dell
- 2021 : Seance de Simon Barrett (en) : Bethany
- 2024 : Séduire la mort (Strange Darling) de JT Mollner (en) : Gale

### Télévision
- 2008 : Family Man de Steven Schachter (téléfilm) : Julie Becker
- 2010 : Le Pacte de grossesse de Rosemary Rodriguez (en) (téléfilm) : Sara Dougan
- 2010 : iCarly : Leslie (1 épisode)
- 2010 : Super Hero Family : Sara Berg (épisode 3)
- 2010 : NCIS : Enquêtes spéciales : Kristin Haskell (saison 8, épisode 5)
- 2011 : Miss Behave (en) : Sam (6 épisodes)
- 2012 : Beautiful People de Stephen Hopkins (téléfilm) : Elizabeth
- 2013-2018 : The Fosters : Talya Banks (15 épisodes)
- 2016 : Aquarius : Patricia Krenwinkel (10 épisodes)
- 2018 : Here and Now : Emma (2 épisodes)
- 2018-2019 : The Magicians : Iris (2 épisodes)